# (10775) Leipzig
(10775) Leipzig – planetoida z pasa głównego asteroid okrążająca Słońce w ciągu 3 lat i 279 dni w średniej odległości 2,42 j.a. Została odkryta 15 stycznia 1991 roku w Karl Schwarzschild Observatory w Tautenburgu przez Freimuta Börngena. Nazwa planetoidy pochodzi od niemieckiej nazwy miasta Lipsk. Przed nadaniem nazwy planetoida nosiła oznaczenie tymczasowe (10775) 1991 AV2.